# Mândra, Sibiu
Mândra este un sat în comuna Loamneș din județul Sibiu, Transilvania, România. Se află în partea de vest a județului,  în Podișul Secașelor.